# Csudalények – Minimentők
A Csudalények – Minimentők (eredeti címén The Wonder Pets) amerikai vegyes technikájú tévéfilmsorozat, amely élő színészekkel és animált figurákkal, valós és animációs díszletekkel készült. Amerikában 2006. március 3. és 2013. augusztus 12. között az amerikai Nickelodeon vetítette, és a Nick Jr. sugározta. Magyarországon korábban a magyar Nickelodeon tűzte műsorra, később a TV2 adta le.

## Ismertető
Egyik ovi termében három kis állatka él. Ők a csudalények a minimentők. Linny a tengeri malac, Tuck a teknős és Ming-Ming a kiskacsa. Együtt összetartva mentenek meg sok állatot a világban. Mikor az Óvodából hazamennek a gyerekek, akkor lépnek ők csapatba. Nem rendelkeznek ők varázserővel, de saját erejükkel minden bajt sikerül megoldaniuk. A világ különböző részein alakulnak bajok, ahol számítanak rájuk. Együtt összetartva még jobban képesek a mentésre mint egyedül. Munkájuk elvégzése után haza térnek az óvodába és lepihennek. Vacsorára gyakran esznek egy kis zellert is.

## Szereplők
| Szereplő                                      | Eredeti hang                 | Magyar hang    | Leírás |
| --------------------------------------------- | ---------------------------- | -------------- | --- |
| Linny, a tengeri malac (Linny the Guinea Pig) | Sofie Zamchick, Meisha Kelly | Kardos Eszter  | tengeri malac, a csapat vezetője, nem fél semmitől sem és mindenkinek segít, szereti a zellert, a csapatban között a legidősebb is                        |
| Tuck, a teknősbéka (Tuck Turtle)              | Teala Dunn, Catherine Holden | Czető Ádám     | teknőcgyerek, nagyon érzékeny, a csapatban ügyes tag, szeret ölelgetni, szereti ha ölelgetik, kiváló úszó                                                 |
| Ming-Ming, a kiskacsa (Ming-Ming Duckling)    | Danica Lee, Kaya Alexander   | Ungvári Zsófia | kiskacsa, bátorságos és magabiztos, jól tud repülni, bár nem emelkedik még magasra, ötletei jók, de néha túlszárnyalja önmagát                            |
| Ollie, a nyuszi (Bunny Ollie)                 | T.J. Stanton, Cooper Corrao  | ?              | kis nyuszi, csak kétszer vendégségben jár az óvodában, azon a napon egy alkalommal beszáll a többiek közé, egy másik alkalommal pedig megmentik a többiek |

## Epizódok

### 1. évad (2006-2007)
1. Mentsük meg a delfint/Mentsük meg a csimpánzot
2. Mentsük meg a fát/Mentsük meg az elefántot
3. Mentsük meg az egyszarvút/Mentsük meg a pingvint
4. Mentsük meg a kiskacsát/Mentsük meg a cicát
5. Mentsük meg a rénszarvast
6. Mentsük meg a galambot/Mentsük meg a dinoszauruszt
7. Mentsük meg a barátságot/Mentsük meg a darut
8. Mentsük meg a tehenet/Mentsük meg a Skunkot
9. Mentsük meg a hattyút/Mentsük meg a kiskutyát
10. Mentsük meg az oroszlánfókákat/Mentsük meg a kengurut
11. Mentsük meg az óriáspandát/Mentsük meg az egeret
12. Mentsük meg a fekete cicát/Mentsük meg a jakot, a malacot és a táncoló medvét
13.Mentsük meg magunkat
14. Mentsük meg a tevét/Mentsük meg a hangyákat
15. Mentsük meg a sünit/Mentsük meg a krokodilt
16. Mentsük meg a tojást/Mentsük meg a flamingót 
17. Mentsük meg a ecskebekat/Mentsük meg a uszkárt
18. Mentsük meg a aranyhalat/Mentsük meg a kismadarakat
19. Mentsük meg a birkanyájat/Mentsük meg a remeterákot
20. Mentsük meg a három kismalacot/Mentsük meg a Baglyot

### 2. évad (2007-2008)
21. Mentsük meg a mehecsket/Mentsük meg a kismókust
22. Mentsük meg a Kameleont/Mentsük meg a kacsacsőrűt
23. Mentsük meg a Beatlest/A három minimentők és egy bébi malost
24. Mentsük meg a Sarkanyt/Mentsük meg a Hódot
25. Mentsük meg Piroskat/Mentsük meg teknőst 
26. Irany az ovi/Mentsük meg a kalózpapagájt
27. Mentsük meg a katicát/Mentsük meg a teknősbébit
28. Mentsük meg a libanyájat/Ollie megmenti a napot
29. Mentsük meg a papagájkengurut/Mentsük meg a tücsköt 
30. Kalamazoo/Mentsük meg a tehenet, aki átugrott a Holdon!
31. Mentsük meg a bengáli tigrist!
32. Mentsük meg az armadillót/Mentsük meg a pókot
33. Mentsük meg a gekkót/Mentsük meg a mit
34. Mentsük meg az öreg fehér egeret/Méhek és meztelencsiga kalandjai
35. Mentsük meg a griffint/Mentsük meg a kakast!
36. Mentsük meg a patkányfalkát! / Mentsük meg a hegedűs rákot a háztetőn!
37. Mentsük meg a fáradt kutyát/Mentsük meg a fényférget
38. Itt van Ollie/Mentsük meg az idegent
39. Csatlakozzunk a cirkuszhoz
40. Mentsük meg a Diótörőt

### 3. évad (2008-2013)
41. Mentsük meg a macskát és a vízilót/találkozó bakot
42. Ollie, a varázslót/Segíts a szörnyen
43. Mentsük meg a táncoló kacsát! / Mentsük meg a dalmátot!
44. Jól végzett munka! / Mentsük meg az orrszarvút!
45. Mentsük meg a mosómedvét/Mentsük meg a Nessie-szörnyet!
46. Mentsük meg a hulló tojást/Mentsük meg a szurikátákat!
47. Mentsük meg a mézesmedvéket! / Mentsük meg a büdösbogárt!
48.Mentsük meg a sellőt /Mentsük meg a pónit!
49.Mentsük meg a denevért /Mentsük meg a cselekvő szamarat!
50.Kalandok Csodaországban
51.Mentsük meg a Rókát! / Tanítsunk egy öreg kutyát új trükkökre!
52.Menjünk vissza Kalamazoo/ A méh és a csiga a föld alá kerül
53.Minél nagyobb, annál jobb!/Segítsünk a kislányon!
54.Mentsük meg a sziklahomárt! /Segítsünk a Házi vendégnek!
55.Mentsük meg a szerető bogarakat! /Mentsük meg a Ringató Skunkot!
56.Segítsünk a húsvéti nyuszinak! / Mentsük meg a látogató születésnapi partiját
57.Mentsük meg a jávorszarvast a fülkében!/Mászzuk meg az Everestet!
58.Boldog anyák napját! / Mentsük meg a Napmedvét!
59.Segítsünk az ürgének! / Segítsünk az Oroszlánkölykön!
60.Hogyan kezdődött az egész
61.Mentsük meg a dzsinnt!
62.Óz földjén